# Холматов, Акмал
Акма́л Холма́тов (тадж. Акмал Холматов, узб. Akmal Xolmatov; 4 апреля 1976) — таджикистанский и узбекистанский футболист. Выступает на позициях полузащитника и нападающего. Один из самых лучших гвардейцев и игроков в истории данного клуба. Выступал за сборную Таджикистана.

## Карьера

### В клубах
Акмал Холматов начал свою профессиональную карьеру в 1993 году в турсунзадевском клубе «Регар-ТадАЗ». Выступал за этот клуб до 1996 года. В том же году перебрался в Узбекистан и подписал контракт с ферганским «Нефтчи». В составе «нефтяников» Холматов стал одним из лидеров команды и позже стал капитаном команды в течение остальных сезонов в составе данного клуба. Выступал за «Нефтчи» до конца 2007 года и за это время сыграл 301 матч и забил 69 голов, тем самым став одним из лучших гвардейцев и бомбардиров в истории клуба. Выиграл с «Нефтчи» чемпионат Узбекистана 2001 года, 8 раз серебряные медали чемпионата Узбекистана, 5 раз серебряные медали Кубка Узбекистана. Участвовал в составе данного клуба в азиатских клубных турнирах различного ранга.
В начале 2008 года перешёл в ташкентский «Пахтакор» и выступал за данный клуб два с половиной сезона. За годы выступление за «Пахтакор», выиграл с командой Кубок Узбекистана 2009 года, два раза серебряные медали Высшей лиги чемпионата Узбекистана, дошёл до финала Кубка Узбекистана 2008. За это время Акмал Холматов сыграл в 39 матчах и забил три гола. В середине 2010 года перешёл в иранский «ПАС» из города Хамадан. Сыграл в составе иранского клуба 29 матчей и забил два гола.
В начале 2012 года вернулся в Узбекистан и подписал контракт с ташкентским «Локомотивом», который вернулся из Первой лиги в Высшую лигу чемпионата Узбекистана. В том же году Холматов вместе с «Локомотивом» выиграли бронзовые медали чемпионата Узбекистана, а в сезоне 2013 года серебряные медали данного чемпионата. Всего Холматов сыграл в составе «железнодорожников» 44 матча и забил 12 голов.
В середине 2014 года перешёл снова в ферганское «Нефтчи» и выступал за данный клуб полтора сезона. За это время сыграл в 38 матчах и забил 5 голов. В начале 2016 года подписал контракт с душанбинским «Истиклолом». В начале июня того же годы вернулся в «Нефтчи» и подписал контракт на полтора года.

## В сборной
Акмал Холматов начал выступать за национальную сборную Таджикистана с 2003 года. В 2008 году сотрудники АФК во время регулярной проверки документов на соответствие футболистов стандартам Лиги чемпионов АФК, обнаружили очень подозрительную схожесть личных данных и фотографий футболистов, зарегистрированных как Akmal Kholmatov и Akmal Holmatov. Последний числился как узбекистанский игрок ташкентского «Пахтакора» в его заявке игроков на матчи Лиги чемпионов АФК. А первый является гражданином Республики Таджикистан и выступал за сборную Таджикистана в отборочных матчах Кубка Азии 2004 и Чемпионата мира 2010, а также в финальной стадии Кубка вызова АФК 2006. У «обоих» футболистов кроме имени и фамилии а также фотографий, были одинаковые даты рождения. После обнаружения данного сходства сотрудники АФК начали расследование и выявили, что эти данные принадлежат одному человеку, то есть Акмалу Холматову выступающего за «Пахтакор» и являющегося гражданином Республики Узбекистан и в то же время выступавшего за сборную Таджикистана с паспортом Республики Таджикистан.
Сотрудники АФК немедленно доложили результаты расследования руководству АФК. Руководство конфедерации поставило «Пахтакору», федерациям футбола Узбекистана и Таджикистана ультиматум, срочно предоставить доказательства того, что Kholmatov и Holmatov два разных человека, в противном случае дело будет рассматриваться дисциплинарными комитетами АФК и ФИФА и сборные ожидает дисквалификация.
Первым на запрос АФК реагировал «Пахтакор». Пресс-атташе ташкентского клуба — Мирзахаким Тухтамирзаев заявил, что игрок клуба и сборной Таджикистана Акмал Холматов отправился вместе с «Пахтакором» в Иорданию для участия в матче четвёртого тура группового этапа Лиги чемпионов АФК против иракского клуба «Эрбиль» (матч проходил на нейтральном стадионе из-за непрекращающихся боевых действий в Ираке). Пресс-атташе также сказал: «Да, мы официально подтверждаем, что к нам пришёл официальный запрос с АФК о футболисте клуба „Пахтакор“ — Акмале Холматове. Мы перепроверили все существующие у нас документы по данному футболисту, и заявляем, что не нарушали регламента Лиги чемпионов АФК и Азиатской футбольной конфедерации».
После заявления «Пахтакора», сотрудники АФК с уверенностью заявили, что данный футболист родился на территории Таджикистана. В заявлении было сказано что именно этот футболист выступал с 1993 по 1996 год в составе таджикистанского клуба «Регар-ТадАЗ», позднее был замечен тренерами сборной Таджикистана и вызван в данную сборную.
По результатам расследования оказалось, что Акмал Холматов во время переезда в Узбекистан являлся гражданином Республики Таджикистан. Во время выступления за ферганское «Нефтчи», в 2001 году получил гражданство Узбекистана по факту и на основании проживания на территории Республики Узбекистан в течение пяти лет. С сезона 2002 года выступал в азиатских клубных турнирах уже как гражданин Республики Узбекистан. Федерация футбола Таджикистана хотела видеть Холматова в своей сборной и поэтому она после запроса в ФИФА получила специальное разрешение этой футбольной организации на привлечение Акмала Холматова в состав национальной сборной Таджикистана. 9 февраля 2004 года глава департамента по статусу игроков ФИФА подтвердил право Холматова, уже являющегося подданным и гражданином другого государства и выступающего за клуб Узбекистана, продолжать играть за сборную Таджикистана. О наличии такого разрешения заявил генеральный секретарь Федерации футбола Таджикистана — Шерали Давлатов. Это было одним из редких решений в такой области, принятых АФК и ФИФА. Благодаря своевременной реакции «Пахтакора» и Федерации футбола Узбекистана, предоставившего все доказательства, АФК и ФИФА были удовлетворены представленными документами и решение о рассмотрении дела в дисциплинарном комитете и дисквалификации двух стран было отменено.
Свой первый официальный матч Акмал Холматов сыграл за сборную Таджикистана в 2003 году. В последний раз футболист был вызван в сборную в ноябре 2007 года в матче против сборной Сингапура. Всего за сборную Таджикистана Холматов сыграл 16 матчей и забил два гола. В одном из интервью футболист заявлял, что хотел бы ещё поиграть за сборную Таджикистана.

## Достижения

### Командные
«Нефтчи»
- Чемпион Узбекистана: 2001
- Серебряный призёр чемпионата Узбекистана: 1997, 1998, 1999, 2000, 2002, 2003, 2004, 2006
- Финалист Кубка Узбекистана: 1997, 1998, 2001, 2002, 2005

«Пахтакор»
- Серебряный призёр чемпионата Узбекистана: 2008, 2009
- Обладатель Кубка Узбекистана: 2009,
- Финалист Кубка Узбекистана: 2008

«Локомотив»
- Серебряный призёр чемпионата Узбекистана: 2013
- Бронзовый призёр чемпионата Узбекистана: 2012

### Личные
- Член клуба бомбардиров Геннадия Красницкого: 121 гол
- Член бомбардирского клуба Олега Протасова: 118 голов.[5].